# Lorenzo Pompa
Lorenzo Pompa (* 1962 in Krefeld, aufgewachsen in Rom/Italien) ist ein deutscher Künstler. Seine Hauptmedien sind die Bildhauerei und die Malerei.

## Leben
Lorenzo Pompa ist Sohn des italienischen Künstlers Gaetano Pompa und der deutschen Fotografin Dorothee Leendertz Pompa. Er wuchs als ältestes Kind von fünf in Rom auf. Sein Abitur machte er an der dortigen Deutschen Schule Rom. Von 1984 bis 1986 studierte er Innenarchitektur in Rom (Diplom) und von 1994 bis 1996 Architektur an der FH Düsseldorf. Dieses Studium brach er ab zugunsten eines Bildhauereistudiums an der Kunstakademie Düsseldorf. Dort lernte er anfänglich bei Christian Maegert und wechselte später zu Georg Herold, bei dem er 2003 seinen Abschluss als Meisterschüler erhielt.
Pompa lebt und arbeitet in Düsseldorf.

## Werk
Pompas Werk setzt sich aus der Kombination verschiedener Medien (Skulptur, Malerei, Performance) zusammen. In seinen Arbeiten verwendet er eine Vielzahl von Materialien (Öl, Acryl, Holz, Aluminium, Lebensmitteln wie Gurke und Salz, Keramik etc.).
Seine Ausstellungen haben einen stark installativen Raumbezug. Pompas Hauptthema ist der Mensch, seine Gesten, Gebärden und Masken.
Pompa arbeitet gerne interdisziplinär und ist u. a. mit dem kanadischen Komponisten Marc Sabat bei den Donaueschingen Musiktagen und in der Villa Massimo in Rom aufgetreten.

## Auszeichnungen
- 1999 Cité Internationale des Arts, Paris
- 2001 Traveling scholarship Kunstverein Düsseldorf
- 2003 Ogilvy & Mather, Förderpreis junge Skulptur (Sponsorship Award for young sculpture)
- 2003 Lovells, Förderpreis Junge Skulptur (Sponsorship Award for sculpture)
- 2004 Kunststiftung NRW Förderung des Künstlerbuches „Lorenzo Pompa 2003–2009“ (Sponsorship artist’s book)
- 2006 Scholarship Herrenhaus Edenkoben
- 2013 Erster Preis Kunst am Bau Wettbewerb (First prize contest for art-in-architecture), Karlsruher Institut für Technologie Campus Nord – Neues Casino
- 2020 Kunststiftung NRW promotion of the catalogue „Sun Knows Whereto“
- 2020 Erster Preis Kunst am Bau Wettbewerb (First prize contest for art-in-architecture), GESIS – Leibniz-Institut für Sozialwissenschaften, Mannheim

## Einzelausstellungen (Auswahl)
- 2006 Jenseits der Alpen, Kunstverein Rhein-Sieg, Siegburg
- 2007 Wave Piano Scenery Player mit Marc Sabat, Donaueschinger Musiktage, Donaueschingen
- 2009 Father’s Suit and Watch, Videoballett mit Marc Sabat, KankKleurFestival, Amsterdam NL
- 2011 Loss & Gain, mit Marc Sabat, Villa Massimo, Rom, I
- 2011 Father’s Suit and Watch, mit Marc Sabat, The Stone, New York, USA
- 2014 Epistolae Cucumeris, mit Marc Sabat, Banff Center of Arts, CA
- 2015 A foreign body, Eastmen Gallery, Hasselt, NL
- 2016 Say You Do, mit Andi Fischer Asphalt Festival, Düsseldorf
- 2018 Metaphors of Chance mit Petra Lemmerz, Villa Friede, Bonn
- 2018 More and better Lies, de Zaal, Delft, NE
- 2019 Shared Spaces mit Martina Sauter Labor Ebertplatz Köln
- 2021 Crates and other primitive things, Kunstverein Krefeld / DE
- 2022 REAL TIME *BODY, Galerie BLOOM, Düsseldorf / DE
- 2022 Ups & Downs (involvements and reflections in daily life), Kunst am Bau, MIWO GmbH, Bonn / DE
- 2023 LORENZO POMPA, A Twitter at the Palisades, Van der Grinten Galerie

## Gruppenausstellungen (Auswahl)
- 2002 Schramm, Pompa, Schellberg, Kunstrasen, Düsseldorf, kuratiert von Tabea Langenkamp, Galerie De Zaal, Delft, NL
- 2003 Galerie Vera Gliem, for believe i can fly, Köln
- 2003 Bis ans Ende der Welt, Kunstverein Konstanz
- 2004 Konrad Fischer Galerie, Düsseldorf
- 2007 SkulpturSkulptur, Kunstmuseum Mülheim an der Ruhr
- 2010 Neue Alchemie, Landesmuseum Münster
- 2013 Nuovo Bilancio, mit Bernd Holaschke, David Czupryn und Felix Schramm, Wuppertal
- 2014 Hemsworth, Pompa, Maring, Thomas Rehbein Galerie, Bruxelles, BE
- 2015 Toter Winkel, kuratiert von Achim Sakic und Klaus Merkel, T66, Freiburg
- 2019 Trickster Leipzig / Trickster Frankfurt a. Main / Fabric of Art – 701 e.V., Wuppertal
- 2021 Bestelltes Feld, Neuer Kunstraum, Düsseldorf
- 2022 Die GROSSE 2022, Kunstpalast Düsseldorf
- 2022 Vor und Hinter den Figuren (Before and behind the figures), with Roy Mordechay, Frans Roermond, Matthias Röhrborn, Van der Grinten Galerie, Köln